# Zenon Kufel
Zenon Kufel (ur. 2 lutego 1951 w Grudziądzu) – polski polityk i samorządowiec, poseł na Sejm II i III kadencji.

## Życiorys
W 1978 ukończył studia w Instytucie Technologii i Eksploatacji Maszyn Rolniczych Akademii Techniczno-Rolniczej w Bydgoszczy, a w 1985 w Instytucie Organizacji i Projektowania Systemów Produkcyjnych Politechniki Gdańskiej. W 1989 uzyskał stopień doktora z zakresu nauk ekonomicznych na Akademii Nauk Społecznych. Pracował jako kierownik kontroli jakości, kierownik zespołu wydziałów produkcyjnych w FMR „Agromet-Unia” w Grudziądzu, nauczyciel.
Od 1993 do 2001 sprawował mandat posła na Sejm II i III kadencji, wybranego z listy Sojuszu Lewicy Demokratycznej w okręgu toruńskim.
W latach 1994–1995 zajmował stanowisko prezydenta Grudziądza. W okresie 1996–2006 pracował w Banku Gospodarki Żywnościowej w Grudziądzu jako dyrektor tej jednostki. Był prorektorem Grudziądzkiej Szkoły Wyższej, został także adiunktem w Kujawskiej Szkole Wyższej we Włocławku.